# Vanguardia (газета)
«Вангуардия» (исп. Vanguardia) — кубинская еженедельная газета провинции Вилья-Клара, одна из крупнейших газет страны.

## История
Издание газеты началось 9 августа 1962 года, и изначально она являлась ежедневной газетой провинции Лас-Вильяс.
20 декабря 1968 года началось издание "Melaíto" - еженедельного иллюстрированного юмористического приложения к газете объёмом 8 страниц. 
В 1973 году тираж газеты составлял 18 тыс. экземпляров.
После того, как в 1976 году провинция Лас-Вильяс была разделена на провинции Вилья-Клара, Сьенфуэгос и Санкти-Спиритус, издание стало газетой провинции Вилья-Клара.
В начале 1990-х годов газета стала еженедельной, приложение "Melaíto" не выпускалось до 1994 года (в дальнейшем выпуск "Melaíto" был возобновлён в качестве ежемесячного приложения к газете объёмом 4 страницы). В конце 1990-х годов началась публикация материалов газеты в сети Интернет, в дальнейшем начал работу официальный интернет-сайт издания (на английском и испанском языках).
В 2006 году тираж газеты составлял 45 тыс. экземпляров.